# Андреев, Виктор Николаевич (переводчик)
Ви́ктор Никола́евич Андре́ев (род. 1948) — русский переводчик, поэт и прозаик.

## Биография
Окончил испанское отделение филологического факультета Ленинградского университета. Занимался в семинаре переводчиков под руководством Э. Л. Линецкой.
В 1969 году выиграл объявленный в университете конкурс на перевод стихотворений Рамона дель Валье-Инклана, этот перевод в составе русского «Избранного» Валье-Инклана стал первой публикацией Андреева.
В дальнейшем издал несколько сборников стихов и прозы, вступил в Союз писателей Санкт-Петербурга. Известен прежде всего как переводчик поэзии и прозы с испанского языка.

## Переводческая деятельность
Основные работы Андреева связаны с испанской поэзией 1920—1930-х годов, прежде всего с творчеством Антонио Мачадо, Хуана Рамона Хименеса и Мигеля Эрнандеса. В частности, его работы опубликованы в томе серии «БВЛ» «Испанские поэты XX века» (1977).
Виктор Андреев переводил также стихи латиноамериканских поэтов XX века: Сесара Вальехо, Висенте Алейсандре, Мигеля Анхеля Астуриаса, Хулио Кортасара и других. В переводах Андреева публиковались и рассказы Кортасара, Хорхе Луиса Борхеса, Адольфо Бьой Касареса, Габриэля Гарсиа Маркеса. Ряд книг Борхеса, Кортасара, Маркеса вышли с комментариями Андреева.
Является переводчиком с галисийско-португальского языка одной из лучших и известнейших средневековых кантиг «Кружим мы втроем часами» - о друге галисийского трубадура Айраса Нунеса.

### Поэзия
- Горошина жизни (1999)
- Дальше — тишина (2003)
- Глаза в глаза (2006)

### Проза
- Последняя пятница на этой неделе (1998)
- Где ты был, Иван? (2002)

### Переводы
- «Кружим мы втроем часами» — средневековая кантига о друге галисийского трубадура Айраса Нунеса, с галисийско-португальского языка[2].